# Kampf um Nancy
Der Kampf um Nancy (franz. Libération de Nancy, engl. Battle of Nancy) bezeichnet die zehntägigen Gefechte im September 1944 um die französische Stadt Nancy an der Westfront. Sie sind Teil der Schlacht um Lothringen. Im Zuge der Kämpfe wurde die Stadt und Umgebung von der 3. US-Armee befreit. Gleichzeitig wurde die Mosel von den US-Truppen überschritten.

## Ausgangslage
Als die 3. US-Armee zu ihrem Angriff auf Nancy ansetzte, hatte sie sich gerade erst von einem fünftägigen Treibstoffengpass erholt, der sie auf der Höhe der Maas zum Anhalten zwang. Diese Zeit nutzten die deutschen Verteidiger in dem Gebiet, um ihre Positionen zu verstärken.
Während das XX. US-Korps im Norden mit der Einnahme von Metz beauftragt war, sollte Nancy, die zweite wichtige Stadt in der Region Lothringen, vom XII. Korps genommen werden. Das Korps befand sich zu diesem Zeitpunkt nicht in voller Einsatzstärke, da die 35. US-Infanterie Division die südliche Flanke der alliierten Truppen decken musste, bis die südlich gelegene 7. US-Armee die Lücke schließen konnte. Dies bedeutete, dass für die zu erwartenden Gefechte nur die 4. US-Panzerdivision (4th Armored Division) und die 80. US-Infanteriedivision zur Verfügung standen.

### US-Truppen
XII. Korps – Major General Manton Eddy
- 4th Armored Division – Major General John S. Wood
  - Combat Command A
  - Combat Command B
  - Combat Command R

- 35th Infantry Division – Major General Paul W. Baade
  - 134th Infantry Regiment
  - 137th Infantry Regiment
  - 320th Infantry Regiment

- 80th Infantry Division – Major General Horace L. McBride
  - 317th Infantry Regiment
  - 318th Infantry Regiment
  - 319th Infantry Regiment

### Deutsche Verteidiger
XXXXVII. Panzerkorps – General der Panzertruppe Heinrich Freiherr von Lüttwitz
- 3. Panzergrenadier-Division – Generalmajor Hans Hecker
  - Panzergrenadier-Regiment 8
  - Panzergrenadier-Regiment 29

- 553. Grenadier-Division – Generalmajor Hans Bruhn
  - Grenadier-Regiment 1119
  - Grenadier-Regiment 1120
  - Grenadier-Regiment 1121

- Panzergrenadier-Regiment 104 (losgelöst von der 15. Panzergrenadier-Division)

- Fallschirm-Jäger-Ersatz- und Ausbildungs-Regiment 3

- Flieger-Regiment 92

## Verlauf

### Versuch der 80. Infanteriedivision einen Brückenkopf zu sichern
Aufgrund von landschaftlichen Schwierigkeiten und einem Mangel an Aufklärung über die feindliche Stärke wurde beschlossen, im Gegensatz zum Vorgehen bei Commercy, nicht die 4. Panzerdivision in einem Überraschungsangriff auf eine Brücke zu riskieren. Stattdessen wurde die 80. Infanteriedivision beauftragt drei Übergänge über die Mosel zu sichern: Bei Pont-à-Mousson mit dem 317. Regiment, bei Toul mit dem 319. Regiment und bei Marbache mit dem 318. Regiment. Die 4th Armored sollte anschließend, vom nördlichen Pont-à-Mousson kommend, die Stadt umgehen und von Osten her angreifen, während die Infanterie aus Westen von Toul vorrücken würde.
Bei Pont-à-Mousson verzichtete das 317. Regiment auf Aufklärung und vorhergehende Artillerieschläge, hoffend, den Überraschungsvorteil auf der eigenen Seite zu haben. Dies erwies sich im Nachhinein als schlechte Entscheidung. Die deutschen Verteidiger waren weit stärker und besser vorbereitet als vermutet. Sie hielten das Gelände und erkannten die amerikanischen Truppenbewegungen in der Nähe. Diese machten zwei Querungsversuche, den ersten bei Tageslicht und den zweiten bei Nacht. Beide wurden aber leicht zurückgeschlagen und der Angriff wurde von General Eddy abgebrochen.
Das 318. Infanterie-Regiment traf bei Marbache auf das Flieger-Regiment 92. Schwere Kämpfe in den Wäldern waren die Folge, als versucht wurde, die Höhen zu erobern, die das Gebiet dominierten. Nach zweitägigen Kämpfen mussten die Verteidiger ihre Stellungen aufgeben und die Anhöhe wurde genommen. Die US-Truppen mussten nun ihrerseits einem deutschen Gegenangriff nachgeben und wurden zurückgeworfen.
Bei Toul schienen die Amerikaner anfangs mehr Erfolg zu haben, da eine Schleife der Mosel vom 319. Inf. Regiment überquert wurde. Das hier eingesetzte Fallschirm-Jäger-Ersatz- und Ausbildungs-Regiment 3 zog sich daraufhin auf eine 16 km östlich gelegene Verteidigungsposition zurück, von wo aus weitere Vorstöße abgewehrt werden konnten.

### Amerikanische Umgruppierungen
Obwohl die anfänglichen Querungsversuche weitestgehend fehlschlugen, begann sich die Situation ab dem 7. September für die Amerikaner zu bessern. Da die 7. Armee mittlerweile von Süden nachrückte, konnte das XV. Korps zur 3. Armee zurückkehren und die Südflanke decken. Dadurch wurde es möglich das 35. Infanterie-Regiment in die Kämpfe einzubeziehen. Ein neuer Plan wurde ausgearbeitet. Die 80. Infanterie-Division sollte nun im Norden und die 35. Infanterie-Division im Süden zusammen mit der Combat Command B (CCB) der 4. Panzerdivision angreifen. Währenddessen sollte CCA in Reserve verbleiben, um im Anschluss zu flankieren. Der Plan war für den 11. September angesetzt worden.

### Angriff im Norden durch die 80. Division
Nach den schlechten Ergebnissen der vorhergehenden Querungsversuche wurden größere Anstrengungen unternommen, einen koordinierten und gut unterstützen Angriff durchzuführen.
Der neue Plan sah vor, dass erst das 317. Regiment bei Dieulouard übersetzen und einen Brückenkopf errichten würde, um anschließend das 318. Regiment zu decken und ihm den Sturm auf die Anhöhen bei Mousson im Norden zu erlauben. Daraufhin habe ein Brückenschlag zu erfolgen, der es den Panzern der CCA ermöglichen würde, Château-Salins, einen wichtigen Schienenknotenpunkt in der Gegend, einzunehmen.
Da das 319. Regiment immer noch in Toul in Kämpfe verwickelt war, konnte es nicht bei diesem Angriff eingesetzt werden.
Aufgrund der weiterhin erfolgreichen Abwehr der deutschen Truppen wurde weitere Unterstützung angefordert. Am 10. September zerstörten daraufhin amerikanische Bomber eine Brücke bei Custines, um weitere feindliche Verstärkung aus Nancy zu unterbinden. Am nächsten Abend wurde ein Angriff auf den Hügel Mousson geflogen. Um den Feind zu täuschen, erfolgten Artillerie- und Luftschläge vorwiegend auf Pont-à-Mousson.
Die Infanterie konnte schließlich am 12. September übersetzen und traf nur noch auf wenig Widerstand. Der Vorstoß erfolgte so schnell, dass Teile der CCA noch am selben Tag übersetzen konnten.
Die Deutschen waren zu einem Gegenangriff nicht mehr fähig, da große Teile der Reserve im Gebiet bereits nach Norden geschickt worden waren, um gegen das XX. Korps zu wirken.
Ein deutscher Angriff, um die Brücke zu zerstören, begann gegen Mittag des 13. September. Er hatte zuerst Erfolg, da es gelang, die US Infanterie fast bis zum Brückenkopf zurückzudrängen. Daraufhin wurden die leichten Aufklärungspanzer der CCA eingesetzt, um die Situation am Brückenkopf zu entspannen. Diese erwiesen sich gegen die deutschen Maschinengewehre allerdings als wirkungslos. Als Antwort darauf wurde das 37. Bataillon, kommandiert von Lieutenant-Colonel Creighton Abrams, über die Brücke geschickt und griff ins Kampfgeschehen ein. Dies gab den GIs genug Zeit, sich neu zu formieren, und der deutsche Angriff lief sich tot. Am selben Abend wurde die Brücke als gesichert angesehen und ermöglichte es dem CCA, die Brücke zu passieren. Weitere Gegenangriffe gegen den amerikanischen Brückenkopf wurden am nächsten Tag mit Hilfe der Panzerverstärkung zurückgeschlagen.

### Angriff im Süden durch die 35. Division
Am 10. September, als die 35. Division Stellung bezog, um ihren Teil des Angriffsplans durchzuführen, wurde eine intakte Brücke gemeldet. Diese war zwar vermint, aber nicht zerstört. Einem Bataillon des 134. Regiments wurde die Erlaubnis gegeben, die Brücke im Sturm zu nehmen. Trotz ihres Erfolges konnten nicht schnell genug Verstärkungen herangeführt werden, woraufhin die Brücke von deutscher Artillerie zerstört wurde. Das Bataillon erlitt jetzt schwere Verluste durch deutsche Gegenangriffe. Diese Verluste verhinderten einen weiteren Einsatz des Regiments beim Versuch, einen Übersetzpunkt einzurichten. Stattdessen wurde es am nächsten Tag zur Sicherung der linken Flanke bei Pont-Saint-Vincent eingesetzt.
Jetzt gelang es auch dem CCB bei Bainville-aux-Miroirs und nahe Bayon, den Fluss zu überqueren. Eine große Brücke wurde in derselben Nacht bei Bayon errichtet. Ein deutscher Angriff wurde hier zurückgeschlagen und die feindlichen Einheiten eingeschlossen und vernichtet.
Das 137. Regiment schaffte es ebenso, bei Crévéchamps Fuß zu fassen, nach einem acht Kilometer Umweg und halbstündigem Artilleriebombardement. Nach dem Übersetzen wurden die Soldaten schnell von deutschen Truppen niedergehalten, schafften es aber, sich freizukämpfen, nachdem die Deutschen von den Gegenangriffen bei Bayon erschöpft waren.

### Einschluss von Nancy

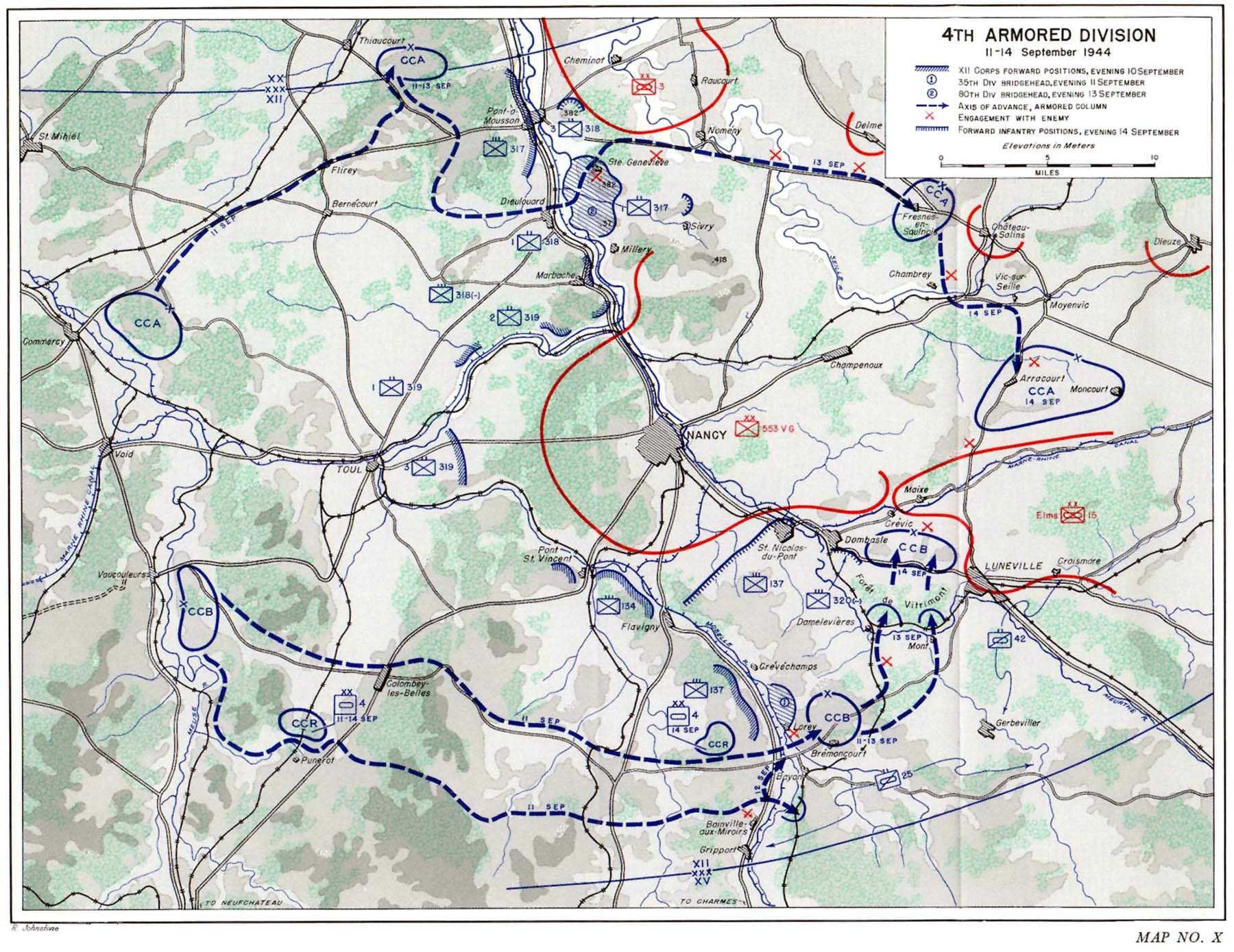
Die 4. Panzerdivision hat Nancy eingeschlossen

Die Kolonne des 37. Panzerbataillons von Colonel Abrams erreichte am 13. September Fresnes-en-Saulnois, ein Dorf drei Meilen westlich von Château-Salins. Am nächsten Tag, wurden die Befehle geändert und CCA sollte nun die Anhöhen von Arracourt nehmen, um die deutschen Fluchtwege aus Nancy abzuschneiden. Bei ihrem Eintreffen in der Gegend traf CCA auf Kräfte der 15. Panzergrenadier-Division und zerstreute diese. Daraufhin wurden Verteidigungsstellungen in Richtung Osten eingenommen. Von hier aus konnten deutsche Verbände auf der Hauptstraße nach Nancy unter Beschuss genommen werden und vorgeschobene Einheiten konnten Patrouillen von CCB nahe dem Canal de la Marne au Rhin treffen. Damit war Nancy eingeschlossen. Bei Überfällen in der Gegend wurden jetzt über 400 Gefangene gemacht, mehr als 160 Fahrzeuge wurden zerstört und zehn 88-mm-Kanonen wurden ausgeschaltet.
Nach der Moselquerung durch CCB im Süden, mussten sich die deutschen Verteidiger, aufgrund von schlechten natürlichen Verteidigungsmöglichkeiten, in den Wald bei Vitrimont, jenseits der Mosel, zurückziehen. Für eine organisierte Verteidigung blieb wenig Zeit, und CCB zerstreute die verbliebenen deutschen Truppen nach dem Übersetzen über die Meurthe am 14. September. Die Mehrzahl zog sich daraufhin in den Raum Lunéville zurück.

### Befreiung von Nancy
Die vollständige Umfassung von Nancy beschleunigte den deutschen Abzug, der am 13. September von General Blaskowitz genehmigt worden war.
Das 320. und das 137. Infanterie-Regiment stießen aus den Brückenköpfen bei Bayon vor und rückten rasch gegen die Meurthe vor, die am Abend des 14. Septembers überquert wurde. Am 16. September überquerte das 320. Regiment den Marne-Rhein Kanal, während das 137. Regiment es bis in die Umgebung von St. Nicolas de Port geschafft hatte. An diesem Punkt flammte ein letzter Widerstand von der 553. Grenadier-Division auf. Beide US-Regimenter kamen unter heftigen Beschuss.
Am 14. September war das 319. Infanterie-Regiment bereit, auf Nancy selbst vorzustoßen. Die Aufklärung der Forces françaises de l’intérieur unterrichtete die US-Truppen, dass die Deutschen den Forêt de Haye geräumt hatten. Am 15. September drang das 3. Bataillon des 319. Infanterie-Regiments schließlich über die Route de Toul und die östlichen Vororte nach Nancy ein. Dabei stieß es auf keinerlei Widerstand.

## Auswirkungen
Die Einnahme von Nancy verschaffte den Alliierten ein bedeutendes Kommunikationszentrum in Frankreich. Die Stadt diente später als Hauptquartier für die 3. Armee. Die deutschen Verteidiger entkamen jedoch in der Mehrzahl der Umfassung der Stadt und wurden weiterhin in Lothringen und später Deutschland eingesetzt. Die Schlacht um Lothringen dauerte noch bis zum 13. Dezember und endete mit der Kapitulation von Metz.